# Pedrosillo de Alba
Pedrosillo de Alba is een gemeente in de Spaanse provincie Salamanca in de regio Castilië en León met een oppervlakte van 19,26 km². Pedrosillo de Alba telt 142 inwoners (1 januari 2016).

## Demografische ontwikkeling
Bron: INE, 1857-2011: volkstellingen